# Euthalia virginalis
Euthalia virginalis är en fjärilsart som beskrevs av Hans Fruhstorfer 1913. Euthalia virginalis ingår i släktet Euthalia och familjen praktfjärilar. Inga underarter finns listade i Catalogue of Life.